# Vuelta a España 2008/19. Etappe
| Ergebnis der 19. Etappe            | Ergebnis der 19. Etappe | Ergebnis der 19. Etappe | Ergebnis der 19. Etappe | Ergebnis der 19. Etappe |
| ---------------------------------- | ----------------------- | ----------------------- | ----------------------- | ----------------------- |
| Erster                             | Spanien                 | David Arroyo            | GCE                     | 3:27:03 h               |
| Zweiter                            | Belarus 1995            | Wassil Kiryjenka        | TCS                     | + 0:05 min              |
| Dritter                            | Belgien                 | Nick Nuyens             | COF                     | + 0:11 min              |
| Vierter                            | Spanien                 | Alejandro Valverde      | GCE                     | gl. Zeit                |
| Fünfter                            | Belgien                 | Greg van Avermaet       | SIL                     | gl. Zeit                |
| Sechster                           | Italien                 | Marzio Bruseghin        | LAM                     | gl. Zeit                |
| Siebter                            | Niederlande             | Robert Gesink           | RAB                     | gl. Zeit                |
| Achter                             | Spanien                 | Rubén Pérez             | EUS                     | gl. Zeit                |
| Neunter                            | Spanien                 | Alberto Contador        | AST                     | gl. Zeit                |
| Zehnter                            | Frankreich              | David Moncoutié         | COF                     | gl. Zeit                |
| Zwischenstände nach der 19. Etappe |                         |                         |                         |                         |
| Gesamtwertung                      | Spanien                 | Alberto Contador        | AST                     | 77:21:52 h              |
| Zweiter                            | Vereinigte Staaten      | Levi Leipheimer         | AST                     | + 1:17 min              |
| Dritter                            | Spanien                 | Carlos Sastre           | CSC                     | + 3:41 min              |
| Punktwertung                       | Belgien                 | Greg van Avermaet       | SIL                     | 142 P.                  |
| Zweiter                            | Spanien                 | Alberto Contador        | AST                     | 117 P.                  |
| Dritter                            | Spanien                 | Alejandro Valverde      | GCE                     | 113 P.                  |
| Bergwertung                        | Frankreich              | David Moncoutie         | COF                     | 143 P.                  |
| Zweiter                            | Frankreich              | Christophe Kern         | C.A                     | 106 P.                  |
| Dritter                            | Spanien                 | Juan Manuel Gárate      | QST                     | 89 P.                   |
| Kombinationswertung                | Spanien                 | Alberto Contador        | AST                     | 7 P.                    |
| Zweiter                            | Vereinigte Staaten      | Levi Leipheimer         | AST                     | 12 P.                   |
| Dritter                            | Spanien                 | Ezequiel Mosquera       | XAG                     | 17 P.                   |
| Teamwertung                        | Spanien                 | Caisse d’Epargne        | GCE                     | 231:22:22 h             |
| Zweiter                            | Danemark                | Team CSC-Saxo Bank      | CSC                     | + 35:10 min             |
| Dritter                            | Spanien                 | Euskaltel-Euskadi       | EUS                     | + 37:09 min             |

Die 19. Etappe der Vuelta a España 2008 am 19. September führte über 145,5 Kilometer von Las Rozas nach Segovia. Dabei standen zwei Sprintwertungen und zwei Bergwertungen der 1. Kategorie auf dem Programm.
Zwar war die Etappe mit 145 Kilometern recht kurz, aber durch die zwei Bergwertungen auch mit größeren Schwierigkeiten gespickt. Zu Beginn der Etappe konnte sich kein Fahrer vom Feld absetzen. Erst mit Beginn der ersten Bergwertung gelang es einer Gruppe, sich abzusetzen. Am Gipfel der Wertung hatten sich dann 14 Fahrer zusammengefunden: David Arroyo, Alberto Losada, Luis Pasamontes, Joaquim Rodríguez, Rubén Pérez, Iván Velasco, Iban Mayoz, Javier Moreno, Wassil Kiryjenka, Wolodymyr Hustow, Julien Loubet, Rémy Di Gregorio, Christophe Kern und Valerio Agnoli. Sieger der Bergwertung wurde Kern, Zweiter des Berg-Klassements. Die Ausreißer konnten sich nie richtig vom Feld absetzen, und so kam es nach einem Antritt der Favoriten vor dem Gipfel der zweiten Bergwertung zum Zusammenschluss. In der Abfahrt attackierte Loubet und setzte sich mit Kiryjenka und Arroyo ab. Da im Feld das Tempo von Caisse d’Epargne gemacht wurde, hielt sich Arroyo aus der Führungsarbeit heraus. Am Ende der Etappe waren in Segovia zwei Runden à zehn Kilometer zu absolvieren. Favorit für den Etappensieg auf einer 1,7 Kilometer langen Ziel-Steigung und auf die damit verbundene Zeitgutschrift war Alejandro Valverde, weshalb sein Team ihn unbedingt an die Spitze bringen wollte. Doch die Ausreißer hielten sich in Front. 30 Kilometer vor dem Ziel schloss auch der Träger des blauen Trikots Greg Van Avermaet in einer Gruppe zum ersten Feld auf. Nach der ersten Zielpassage konnte Loubet dem Tempo seiner beiden Begleiter nicht mehr folgen und fiel zurück. Es gelang Caisse d’Epargne nicht, das Spitzenduo einzuholen. Hier hatte Kiryjenka keine Chance gegen den Schlussspurt Arroyos, der sich die ganze Zeit über im Windschatten ausruhen konnte. Valverde wurde letztlich Etappen-Vierter. Einen Platz dahinter konnte sich Avermaet wichtige zwölf Punkte im Kampf um die Punktewertung sichern.

## Aufgaben
- 107 Stefan Schumacher
- 108 Heinrich Haussler
- 138 Filippo Pozzato
- 141 Paolo Bettini
- 176 Christian Kux

## Sprintwertungen
- 1. Zwischensprint in Lozoya (Kilometer 78) (1.120 m ü. NN)

| Erster  | Spanien | Joaquim Rodríguez | GCE | 4 P. |
| Zweiter | Spanien | David Arroyo      | GCE | 2 P. |
| Dritter | Spanien | Luis Pasamontes   | GCE | 1 P. |
- 2. Zwischensprint in Segovia (Kilometer 135,3) (985 m ü. NN)

| Erster  | Frankreich   | Julien Loubet    | ALM | 4 P. |
| Zweiter | Belarus 1995 | Wassil Kiryjenka | TCS | 2 P. |
| Dritter | Spanien      | David Arroyo     | GCE | 1 P. |
- Zielankunft in Segovia (985 m ü. NN)

| Erster   | Spanien            | David Arroyo       | GCE | 25 P. |
| Zweiter  | Belarus 1995       | Wassil Kiryjenka   | TCS | 20 P. |
| Dritter  | Belgien            | Nick Nuyens        | COF | 16 P. |
| Vierter  | Spanien            | Alejandro Valverde | GCE | 14 P. |
| Fünfter  | Belgien            | Greg van Avermaet  | SIL | 12 P. |
| Sechster | Italien            | Marzio Bruseghin   | LAM | 10 P. |
| Siebter  | Niederlande        | Robert Gesink      | RAB | 9 P.  |
| Achter   | Spanien            | Rubén Pérez        | EUS | 8 P.  |
| Neunter  | Spanien            | Alberto Contador   | AST | 7 P.  |
| Zehnter  | Frankreich         | David Moncoutie    | COF | 6 P.  |
| 11.      | Vereinigte Staaten | Levi Leipheimer    | AST | 5 P.  |
| 12.      | Italien            | Paolo Tiralongo    | LAM | 4 P.  |
| 13.      | Spanien            | Ezequiel Mosquera  | XAG | 3 P.  |
| 14.      | Schweiz            | Oliver Zaugg       | GST | 2 P.  |
| 15.      | Russland           | Alexander Kolobnew | CSC | 1 P.  |

## Bergwertungen
- Puerto de Navacerrada, 1. Kategorie (Kilometer 45) (1.870 m ü. NN)

| Erster   | Frankreich | Christophe Kern   | C.A | 16 P. |
| Zweiter  | Spanien    | Alberto Losada    | GCE | 12 P. |
| Dritter  | Spanien    | Luis Pasamontes   | GCE | 10 P. |
| Vierter  | Spanien    | Joaquim Rodríguez | GCE | 8 P.  |
| Fünfter  | Ukraine    | Wolodymyr Hustow  | CSC | 6 P.  |
| Sechster | Spanien    | Iván Velasco      | EUS | 4 P.  |
| Siebter  | Spanien    | Iban Mayoz        | XAG | 3 P.  |
| Achter   | Spanien    | Rubén Pérez       | EUS | 2 P.  |
| Neunter  | Spanien    | Javier Moreno     | ACA | 1 P.  |
- Puerto de Navafría, 1. Kategorie (Kilometer 88,9) (1.773 m ü. NN)

| Erster   | Ukraine            | Wolodymyr Hustow  | CSC | 16 P. |
| Zweiter  | Frankreich         | Julien Loubet     | ALM | 12 P. |
| Dritter  | Spanien            | David Arroyo      | GCE | 10 P. |
| Vierter  | Belarus 1995       | Wassil Kiryjenka  | TCS | 8 P.  |
| Fünfter  | Spanien            | Javier Moreno     | ACA | 6 P.  |
| Sechster | Vereinigte Staaten | Levi Leipheimer   | AST | 4 P.  |
| Siebter  | Spanien            | Alberto Contador  | AST | 3 P.  |
| Achter   | Spanien            | Carlos Sastre     | CSC | 2 P.  |
| Neunter  | Spanien            | Ezequiel Mosquera | XAG | 1 P.  |